# IT-Moldova
«IT-Moldova» — периодическое издание, информационно-публицистический журнал, охватывающий передовые направления и достижения информационно-коммуникационной сферы, различные области применения информационно-коммуникационных технологий (ИКТ) и научно-технического прогресса (НТП). Издаётся с 2007 года на русском и румынском языках. Аудитория журнала – руководители и сотрудники учреждений и компаний ИКТ-сферы, учёные, сотрудники Академии Наук, производители и потребители ИКТ-услуг, бизнесмены, участники специализированных симпозиумов, выставок, конференций, молодежь и студенты. Главный редактор — Елена Хороших.

## История
Журнал берет своё начало из одноимённого издательского дома. История издательского дома «IT — Moldova» начинается с 2006 года. Первый номер увидел свет в 2007 году. Первые номера журнала выпускались в формате A4+, а начиная с номера 3-4 2009 года, формат журнала принял размер A4.

## Учредители
Соучредителями издательского дома стали:
- «Центр информационных ресурсов „Registru“»;
- АО «Moldtelecom»;
- ГП «Poşta Moldovei»;
- ГП «Radiocomunicaţii»
- ГП «Государственная инспекция связи»(ныне «Национальный Радиочастотный центр»),
- ГП «MoldData»,
- ГП «Отряд военизированной охраны».
- Информационное агентство «Новости Молдова».

## Партнёры
Партнерами журнала являются:

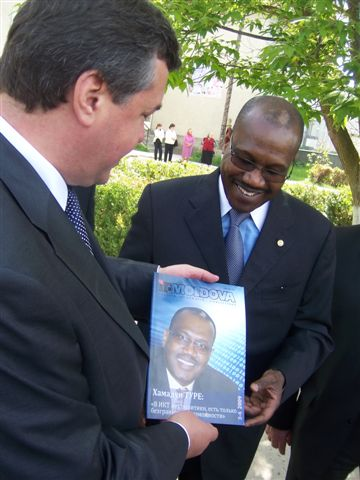
Министр информационных технологий и связи Республики Молдова Александр Олейник (2010) вручает Генеральному Секретарю Международного союза электросвязи Хамадуну Туре журнал «IT-Moldova»

- Международный союз электросвязи (МСЭ);
- Зональное отделение МСЭ стран СНГ в Москве;
- Региональное содружество в области связи (РСС);
- Министерство информационных технологий и связи РМ;
- Академия наук Молдавии;
- Дипломатические миссии;
- ВУЗы Республики Молдова и СНГ;
- Агентство по инновациям и трансферу технологий;
- Национальное агентство по регулированию в области электронных коммуникаций и информационных технологий Республики Молдова (НАРЭКИТ);
- Национальный Банк РМ;
- Министерство здравоохранения РМ;
- Центр специальных телекоммуникаций;
- Институт развития информационных технологий;
- НИИ нанотехнологий «ELIRI»;
- Выставочный центр «Moldexpo»;
- Министерство связи и информатизации Белоруссии.

## Участие в выставках, семинарах саммитах
Со времени создания, журнал участвовал в следующих мероприятиях:
- выставка «Security-2009».
- Саммит «Е-Правительство, Молдова 2010» (ИКТ для правления/ИКТ для просвещения/просвещение для ИКТ/ИКТ для здравоохранения).
- Moldova ICT Summit 2010 (ICT4Business/Development4ICT/ICT4Professionals).[2]
- Саммит РСС 2010.[2]
- Ряд тематических семинаров и презентаций в сфере ИКТ.